# 維多利亞·科涅娃
維多利亞·科涅娃（俄语：Victoria Korneva，1986年2月18日—），藝名維卡·吉古麗娜（Vika Jigulina）是俄罗斯裔罗马尼亚籍音乐制作人，歌手和DJ。

## 生平
维多利亚·科涅娃出生于摩尔多瓦摩尔达维亚苏维埃社会主义共和国卡胡尔。2000年，移居罗马尼亚蒂米什瓦拉，并在此继续学习。她曾在多家当地夜店工作，最后在首都布加勒斯特工作。她每周在罗马尼亚的广播电台上的节目，使其获得了全国性的知名度。2010年，Jigulina正式成为罗马尼亚公民。她目前是Radio 21 Romania和Vibe FM电台的唱片骑师。